# نوسفيراتو (فلم 2024)
نوسفراتو هو فيلم رعب قوطي أمريكي صدر عام 2024 من تأليف وإخراج روبرت إغرز. وهو إعادة إنتاج للفيلم الصامت نوسفيراتو الذي صدر عام 1922، والذي كان مقتبسًا بشكل غير مصرح به من رواية دراكولا التي كتبها برام ستوكر عام 1897. يضم الفيلم طاقمًا من الممثلين يشمل بيل سكارسغارد ونيكولاس هولت وليلي روز ديب وآرون جونسن وإيما كورين ورالف إنيسون وسايمون ماكبرني وويليم دافو.
بدأ تطوير نوسفراتو في عام 2015 عندما خطط إيجرز لجعله فيلمه الثاني، ووصفه بأنه مشروع شغف، لكنه اختار في النهاية تأجيل إنتاجه. تم اختيار سكارسجارد وديب كبطلين في سبتمبر 2022. انضم هولت إلى فريق التمثيل في الشهر التالي، مع تأكيد بقية فريق التمثيل في بداية الإنتاج. تم التصوير بشكل أساسي في استوديوهات باراندوف في براغ بين فبراير ومايو 2023.
عُرض فيلم نوسفراتو لأول مرة عالميًا في برلين، ألمانيا، في 2 ديسمبر 2024، وأصدرته شركةفوكس فيتشرز في الولايات المتحدة في 25 ديسمبر 2024، ويونيفرسال بيكتشرز عالميًا. نال الفيلم استحسان النقاد، مع الثناء على إخراجه وتصويره السينمائي وتصميم الإنتاج والأزياء والمكياج والأداء.

## ممهدة
قصة قوطية عن الهوس بين امرأة شابة مسكونة ومصاص دماء مرعب مفتون بها، مما يسبب رعباً لا يوصف في أعقابه.

## طاقم التمثيل
- بيل سكارسغارد بدور الكونت أورلوك: رجل نبيل غامض من بوهيميا. يعيش وحده في قلعة مدمرة مختبئة بين قمم الألب الوعرة. مبني على شخصية كونت دراكولا.
- نيكولاس هولت بدور توماس هوتر: رجل نقي وطيب ومحب وصادق يشعر بالحاجة لرعاية زوجته التي يحبها ويحترمها بشدة يعمل كوكيل عقارات ويعيش في مدينة ويسبورج الألمانية. مبني على شخصية جوناثان هاركر.
- ليلي روز ديب بدور إلين هوتر: امرأة ألمانية تزوجت مؤخرًا من توماس، ووصفت بأنها امرأة طاهرة وزوجة ملائكية، وفي شبابها الوحيدة بحثت عن "ملاك حارس، وروح راحة... أي شيء". تفتح هذه الرغبة الباب ــ من خلال اتصال نفسي ــ لمخلوق شرير يصبح مهووسًا بها. مبنية على شخصية مينا هاركر.
- آرون جونسن بدور فريدريش هاردينج: زوج آنا ومشكك في مصاصي الدماء. مبني على شخصية آرثر هولموود.
- إيما كورين بدور آنا هاردينج: زوجة فريدريش وصديقة إيلين المقربة. مبنية على شخصية لوسي ويستنرا.
- ويليم دافو بدور البروفيسور ألبين إيبرهارت فون فرانز: عالم مثير للجدل وخبير في علوم السحر والباطن، وهو الشخصية الوحيدة التي تفهم حقًا العلاقة النفسية الغريبة بين الكونت أورلوك وإيلين. مبني على شخصية أبراهام فان هيلسنغ.
- رالف إنيسون بدور الدكتور فيلهلم سيفرز: طبيب يحاول علاج إيلين بالطب التقليدي "الحديث". مبني على شخصية جون سيوارد.
- سايمون ماكبرني بدور هير نوك: رب عمل توماس. مبني على شخصية رينفيلد.

## إنتاج

### تطوير
في يوليو 2015، تم الإعلان عن إعادة إنتاج فيلم نوسفيراتو (1922) بكتابة وإخراج روبرت إغرز. وكان من المقرر أن ينتج جاي فان هوي ولارس كنودسن الفيلم لصالح استوديو 8.أعرب إغرز في نوفمبر 2016 عن دهشته من أن إعادة إنتاج نوسفيراتو هو فيلمه الثاني المخطط له، قائلاً: "يبدو الأمر قبيحًا وتجديفيًا ومتعجرفًا ومثيرًا للاشمئزاز بالنسبة لصانع أفلام في مكاني أن يقوم بعمل نوسفيراتو بعد ذلك. كنت أخطط حقًا للانتظار لفترة، ولكن هكذا كانت الحال". خلال مقابلة مع دن أوف جيك حول إصدار المنارة (2019)، كشف روبرت إغرز أنه على الرغم من أنه كرس الكثير من الوقت لإحضار فيلم الرعب الشهير إلى القرن الحادي والعشرين، إلا أنه لا يعرف متى أو ما إذا كان سيحدث ذلك. وعلى الرغم من ذلك، قال إيجرز، "انظروا، لقد أمضيت سنوات عديدة ووقتًا طويلاً، وكل هذا الدماء ملطخة بهذا، نعم، سيكون من العار حقًا إذا لم يحدث هذا أبدًا".

### اختيار الممثلين
في أغسطس 2017، تم اختيار أنيا تايلور، بعد أن عملت مع إغرز في أول ظهور له كمخرج فيلم الساحرة (2015). بعد سنوات في أوائل عام 2022، سُئل إيجرز عما إذا كان لا يزال يتواصل مع تايلور جوي بشأن المشروع، قائلاً، "نحن نتحدث عنه بالتأكيد، ولا أعرف لماذا كان من الصعب جدًا تحقيقه". تم الكشف في مارس 2022 عن ارتباط المغني الإنجليزي هاري ستايلز لفترة وجيزة بدور غير معلن في الفيلم، لكنه انسحب في النهاية بسبب تضارب المواعيد.
في سبتمبر 2022، أُعلن أن بيل سكارسغارد سيلعب دور نوسفيراتو، كونت أورلوك، مع اختيار ليلي روز ديب لتحل محل تايلور جوي. كان سكارسجارد قد اختبر في الأصل لدور فريدريش هاردينج وعُرض عليه لاحقًا الدور الرئيسي لتوماس هوتر بينما كانت تايلور جوي لا تزال مرتبطة بالبطولة قبل توقف المشروع لبضع سنوات.
في أكتوبر 2022 انضم نيكولاس هولت إلى فريق التمثيل. وفي يناير 2023 انضم ويليم دافو، الذي سبق أن جسد شخصية ماكس شريك/الكونت أورلوك في فيلم 'شبح مصاص الدماء (2000)، إلى فريق التمثيل بعد أن شارك في بطولة فيلم المنارة. انضمت إيما كورين إلى فريق التمثيل في الشهر التالي. وتم الإعلان عن انضمام آرون جونسن وسايمون ماكبرني ورالف إنيسونن إلى فريق التمثيل في بداية الإنتاج في أواخر فبراير 2023.

## External links
- الموقع الرسمي
- نوسفيراتو  على قاعدة بيانات الأفلام على الإنترنت (بالإنجليزية).[1]

1. ↑  قاعدة بيانات الفلم (باللغات المتعددة), QID:Q20828898